# ウマノミツバ属
ウマノミツバ属（ウマノミツバぞく、学名：Sanicula、和名漢字表記：馬之三葉属）はセリ科の属の一つ。

## 特徴
越年草または多年草で、葉は掌状に3-7裂する。花は単散生花序か複散生花序をなし、花の色は白色、紫色、黄色など。果実の表面には刺毛などの突起物を出す。
世界に約40種知られ、日本には5種ある。

## 日本の種
- ウマノミツバ Sanicula chinensis Bunge -日本全土、朝鮮、中国、ウスリー、千島、樺太に分布する。
- ヤマナシウマノミツバ Sanicula kaiensis Makino et Hisauti -山梨県、長野県にまれに生育する。絶滅危惧IB類。
- クロバナウマノミツバ Sanicula rubriflora F.Schmidt -岩手県、長野県、朝鮮、中国東北部、モンゴル、アムール、ウスリーに分布する。
- フキヤミツバ Sanicula tuberculata Maxim. -本州、四国、九州、朝鮮中南部に分布する。絶滅危惧IB類。

- ヒメウマノミツバ Sanicula lamelligera Hance -屋久島から琉球、台湾、中国中南部に分布する。
  - キイウマノミツバ Sanicula lamelligera Hance var. wakayamensis (Masam.) Murata -和歌山県にまれに生育する。絶滅危惧IA類。